# Pèteu
Pèteu (en grec antic: Πετεώς) va ser, segons la mitologia grega, un fill d'Orneu, fill d'Erecteu; va ser el pare de Menesteu, i era membre de la casa reial d'Atenes.
Va haver de partir d'Atenes i emigrar a la Fòcida, perseguit pel rei Egeu. Allà va fundar la ciutat d'Estiris. En parlen Homer, Pausànias i Plutarc i la Biblioteca d'Apol·lodor.